# Калюбин, Владимир Юрьевич
Владимир Юрьевич Калюбин (28 мая 1986) — киргизский футболист, полузащитник. Выступал за сборную Кыргызстана.

## Клубная карьера
Начинал играть на взрослом уровне в клубе «Абдыш-Ата» (Кант), в его составе в 2003 году дебютировал в высшей лиге Кыргызстана. В ходе сезона 2004 года перешёл в «СКА-Шоро», с которым стал серебряным призёром чемпионата, но спустя год вернулся в «Абдыш-Ату». В составе кантского клуба становился неоднократным серебряным призёром чемпионата (2006—2009), бронзовым призёром (2010), обладателем Кубка Кыргызстана (2007, 2009).

## Карьера в сборной
В национальной сборной Кыргызстана сыграл единственный матч 9 марта 2007 года в рамках товарищеского турнира Кубок Алма-ТВ против Узбекистана, заменив на 58-й минуте Артёма Щербину.

## Личная жизнь
Брат Сергей (род. 1979) тоже был футболистом и играл за сборную Кыргызстана.